# Рудольф Франц
Рудольф Франц (чеськ. Rudolf Franc) — чехословацький футболіст, що грав на позиції воротаря.

## Життєпис
Виступав у складі клубу «Наход», що виступав у іищому дивізіоні чемпіонату Чехословаччини. Франц грав за цю команду в 1932-1938 роках. В 1934 році команда вилетіла в другий дивізіон, але одразу змогла повернутися.
Влітку 1934 року приєднався до празької «Спарти», щоб взяти участь у матчах Кубка Мітропи. Франц грав у двох матчах 1/8 фіналу проти угорської «Хунгарії» (4:5, 2:1). Щоправда, згодом результати цих матчів були анульовані через участь недозволеного гравця, та й загалом, «Спарта» і «Хунгарія» в тому розіграші зіграли між собою 6 матчів, але, зрештою, празький клуб пройшов далі за жеребом.
Надовго в «Спарті» Франц не затримався і незабаром повернувся в «Наход».

## Статистика виступів
Статистика виступів у Кубку Мітропи
| №                      | Розіграш               | Стадія                 | Дата та місце проведення | Команда 1              | Рахунок | Команда 2      | Голи та інші дії |
| ---------------------- | ---------------------- | ---------------------- | ------------------------ | ---------------------- | ------- | -------------- | ---------------- |
| 1                      | 1934                   | 1/8                    | 17.06.1934 Будапешт      | Хунгарія               | 4:5     | Спарта (Прага) | -4               |
| 2                      | 1934                   | 1/8                    | 23.06.1934 Прага         | Спарта (Прага)         | 1:2     | Хунгарія       | -2               |
| Всього у кубку Мітропи | Всього у кубку Мітропи | Всього у кубку Мітропи | Всього у кубку Мітропи   | Всього у кубку Мітропи | 2       |                | -6               |